# Saurita arimensis
Saurita arimensis är en fjärilsart som beskrevs av Fleming 1957. Saurita arimensis ingår i släktet Saurita och familjen björnspinnare. Inga underarter finns listade.